# Moonpeople
Moonpeople è un singolo del cantautore canadese Devin Townsend, pubblicato il 26 agosto 2022 come primo estratto dal quindicesimo album in studio Lightwork.

## Descrizione
Traccia di apertura del disco, come dichiarato da Townsend, il brano rappresenta una dichiarazione d'intenti per Lightwork, sia da un punto di vista musicale che per quanto riguarda i testi. Presentando il singolo, il cantautore ha inoltre spiegato il significato del titolo:
Musicalmente, a differenza della maggior parte della produzione di Townsend, Moonpeople si dimostra molto accessibile nonostante includa diversi elementi riconducibili allo stile del cantante come atmosfere celestiali, parti orchestrali ed il cantato operistico. Parte della critica specializzata ha apprezzato specialmente l'utilizzo del falsetto e le contaminazioni industrial rock presenti nel brano.

## Video musicale
Il video, pubblicato in concomitanza al lancio del singolo, è stato realizzato dallo stesso Townsend e girato in Spagna nei primi mesi del 2022.

## Tracce
Testi e musiche di Devin Townsend.
1. Moonpeople – 4:43

## Formazione
Hanno partecipato alle registrazioni, secondo le note di copertina di Lightwork:
Musicisti
- Devin Townsend – chitarra, basso, voce, sintetizzatore
- Darby Todd – batteria
- Morgan Ågren – batteria aggiuntiva
- Federico Paulovich – batteria aggiuntiva
- Diego Tejeida – tastiera aggiuntiva
- Nathan Navarro – basso aggiuntivo
- Ché Aimee Dorval – voce aggiuntiva
- Anneke van Giersbergen – voce aggiuntiva
- The Elektra Women's Choir – coro
- Elizabeth Zharoff – cori aggiuntivi
- Tia Rose Maxfield – cori aggiuntivi
- Brian Diamond – cori aggiuntivi

Produzione
- GGGarth – produzione, ingegneria del suono
- Devin Townsend – produzione, missaggio, ingegneria del suono
- Troy Glessner – assistenza al missaggio, mastering
- Nygel Asselin – setup missaggio, ingegneria del suono
- John "Bandstack" Beatle Bailey – ingegneria del suono